# Egbert von Münsterschwarzach
Egbert von Münsterschwarzach (auch Ekkebert von Münsterschwarzach, * um 1010; † 25. November 1076/77 in Münsterschwarzach) war von 1047 bis 1077 Abt des Benediktinerklosters in Schwarzach, daneben leitete er weitere Klöster wie das Kloster Fulda von 1047 bis 1058 und setzte die Reform von Gorze in Deutschland um. Bereits kurz nach seinem Tod wurde er als Heiliger verehrt.

## Leben
Egbert wurde um das Jahr 1010 irgendwo in Deutschland geboren. Bereits früh trat er in ein Kloster ein und kam später in die Abtei nach Gorze. Sein Leben wird erst mit dem Jahr 1046 in den Quellen greifbar. Damals wurde er vom Würzburger Bischof nach Mainfranken gerufen. Im Jahr 1047 begann er, zum Abt des Klosters ernannt, mit der Reform in Schwarzach. Eine Schreibstube wurde in der Abtei eingerichtet und dem Choralgesang der Mönche wurde wieder mehr Bedeutung beigemessen.
Die Reform zeigte Wirkung und der Klosterkonvent wuchs auf etwa fünfzig Mönche an. Mitbrüder gaben Egbert deshalb den Namen „Abbas vitae venerabilis“ (Abt von verehrungswürdigem Lebenswandel). Nun begann der Abt mit der Erneuerung der Klostergebäude, die durch die Wirren der vorangegangenen Jahrzehnte zerstört worden waren. Im Jahr 1052 wurde eine Laienkapelle im Bereich des heutigen Torhauses errichtet. Außerdem wurde die Konventskirche im Stile der Romanik erweitert.
Neben den Reformen, die sich auf das Kloster Münsterschwarzach begrenzten, war Egbert auch um die anderen Klöster der Region bemüht. Er stand zeitweise der Abtei Neustadt am Main als Abt vor, erneuerte das Bamberger Kloster auf dem Michelsberg, die Abtei Peter und Paul in Würzburg und das gleichnamige Kloster in Merseburg. Über seinen Gönner Bischof Adalbero übernahm Egbert im Jahr 1056 die Abtei Lambach im heutigen Oberösterreich und begann auch dort die Ideen der Gorzer Reform zu etablieren.
Im Jahr 1072 erweiterte Egbert seine Reformtätigkeit auch auf das Rheingebiet. Der Grund war die Übertragung des Klosters St. Peter und Paul in Saalfeld durch den Kölner Erzbischof Anno. Im November 1075 reiste der Abt nach Rom, um die Exkommunikation des Bamberger Bischofs Hermann rückgängig zu machen. Als dies misslang, nahm er den Verstoßenen bis zu seinem Tod in Münsterschwarzach auf.
Die Aufnahme des Bischofs in den Konvent ist die letzte Tat Egberts. Wenige Tage nach seiner Rückkehr starb er in Münsterschwarzach am 25. November. Das Jahr seines Todes ist umstritten, so datieren die meisten Quellen seinen Tod auf das Jahr 1076, während in einigen wenigen 1075 zu lesen ist. Im Totenbuch des Klosters Michelsberg in Bamberg wird vom Jahr der Krönung Rudolfs von Rheinfelden zum Gegenkönig, dem Jahr 1077 ausgegangen.

## Verehrung
Bereits kurz nach dem Tod Egberts wurde sein Grab Ziel von Wallfahrten. Aus dem Jahr 1121 ist die Heilung eines Taubstummen, der am Grab des Abtes betete, überliefert. Im Jahr 1151 wurde ein Prunkgrab in der Mitte der Walther-Egbert-Basilika in Münsterschwarzach zu Ehren des heiligen Abtes errichtet.
Gedenktag ist der Todestag, der 25. November.